# Per "Ruskträsk" Johansson
Per "Ruskträsk" Johansson, egentligen Per Erik Johan Johansson, född 22 mars 1969 i Ruskträsk i Lycksele församling, är en svensk saxofonist, flöjtist och klarinettist som har medverkat på hundratalet skivor. 
Efter kommunal musikskola i Lycksele tog han sig via musikgymnasium i Skellefteå till Malmö för studier på musikhögskolan i fyra år. Han är flyttade 1992 till Stockholm men är bosatt i Gnesta.
Till de grupper som han är med och driver hör Oddjob, Kullrusk, Magnus Carlson & Moon Ray Quintet och Jobalites.
Han har spelat in skivor och turnerat med bland andra Goran Kajfeš Subtropic Arkestra, Freddie Wadling, Blacknuss Allstars, The Hives, Weeping Willows, Eric Gadd, Fläskkvartetten, Bo Kaspers Orkester, Nils Landgren Funk Unit, Ekdahl Bagge Big Band och Mando Diao.  
Till övriga stora artister, band och musiker som han samarbetat med på ett eller annat sätt hör José González, First Aid Kit, Woody Herman Big Band, Wyclef Jean, Robyn, Ulf Lundell, Mauro Scocco, Sveriges Radios Symfoniorkester, Lykke Li, Janet Jackson, Sugababes, Radiojazzgruppen, Fire Orchestra, Les Big Byrd, Cheik Lô, Eagle-Eye Cherry, Moneybrother, Sting, Georg Riedel, Don Alias, Guru, DJ Premier, Bernard Purdie, Stina Nordenstam, Randy Brecker, Esbjörn Svensson Trio, Ted Gärdestad, Yellowjackets, Dee Dee Bridgewater, Georgie Fame, Freddy Cole, Povel Ramel, Alice Babs, Lill-Babs och Harry Brandelius.